# 100% Scooter - 25 Years Wild & Wicked
A "100% Scooter – 25 Years Wild & Wicked" a Scooter 2017 decemberében megjelent többlemezes válogatásalbuma. A kiadvány a 2017-2018-ban hasonló néven futó turnéhoz kapcsolódik, mely az együttes 25 éves jubileuma kapcsán került megrendezésre. Háromféle kiadásban és digitális változatban elérhető, számos extrával.

## Változatok

### Háromlemezes kiadvány
Az alapváltozat normál digipak kiadványként érkezik. Három CD-jén az együttes eddig megjelent összes kislemeze megtalálható lesz, és az ígéretek szerint még egy vadonatúj kislemez is.

#### CD1
1. Ramp! (The Logical Song)
2. How Much Is The Fish?
3. One (Always Hardcore)
4. Move Your Ass!
5. Friends
6. Hyper Hyper
7. Call Me Manana
8. Fuck The Millennium
9. Back In The U.K.
10. No Fate
11. Jumping All Over The World
12. The Age of Love
13. Aiii Shot The DJ
14. J'adore Hardcore
15. 4 A.M.
16. I'm Lonely
17. Army of Hardcore
18. We Are The Greatest
19. Can't Stop The Hardcore
20. I'm Your Pusher
21. In Rave We Trust

#### CD2
1. Nessaja
2. Maria (I Like It Loud)
3. The Question Is What Is The Question
4. Weekend!
5. Mary Got No Lamb
6. Bigroom Blitz
7. Faster Harder Scooter
8. I'm Raving
9. Posse (I Ned You On The Floor)
10. Rebel Yell
11. Jigga Jigga!
12. Apache Rocks The Bottom
13. The Sound Above My Hair
14. 999 (Call The Police)
15. Ti Sento
16. C'est Bleu
17. Hello! (Good To Be Back)
18. Stuck On Replay
19. Today
20. It's A Biz (Ain't Nobody)
21. I Was Made For Lovin' You

#### CD3
1. Endless Summer
2. Fire
3. The Night
4. Bora! Bora! Bora!
5. Oi
6. Lass Uns Tanzen
7. My Gabber
8. Jump That Rock
9. Radiate (SPY Version)
10. Riot
11. And No Matches
12. David Doesn't Eat
13. Friends Turbo
14. Break It Up
15. Shake That!
16. Suavemente
17. The Only One
18. She's The Sun
19. Let Me Be Your Valentine
20. Behind The Cow
21. Vallée De Larmes

### Ötlemezes kiadvány
Ezen a változaton az első három CD tartalma ugyanaz, mint az alapváltozatnál. A negyedik CD egy különleges kiadvány lesz, melyen 11 Scooter-szám hallható, méghozzá zongorára hangszerelve, az ismert német zongoristanő, Olga Scheps tolmácsolásában. Az ötödik CD a "Who The Fuck Is H.P. Baxxter?" címet kapta, ez egy mixalbum lesz, rajta a Scooter válogatott remixeivel, B-oldalakkal, és ritkaságokkal.

#### CD4
1. 4 A.M.
2. One (Always Hardcore)
3. Friends
4. How Much Is The Fish?
5. I’m Lonely
6. Ramp! (The Logical Song)
7. Nessaja
8. Weekend!
9. Mary Got No Lamb
10. Maria (I Like It Loud)
11. Bigroom Blitz

#### CD5
1. Maria (I Like It Loud) (R.I.O. Remix)
2. Bigroom Blitz (Scooter Remix)
3. Today (Scooter Remix)
4. Opium
5. The Only Club
6. How Much Is The Fish? (Tony Junior Remix)
7. Mary Got No Lamb (Arena Mix)
8. In Rave We Trust – Amateur Hour (Anthem Club Mix)
9. Kashmir
10. Vallée De Larmes
11. Frequent Traveller
12. Metropolis
13. Devil Drums
14. Trance-Atlantic
15. Way Up North
16. Turn Up That Blaster
17. Sunrise (Here I Am) (Ratty)
18. Main Floor
19. Acid Bomb
20. Level One
21. Giant’s Causeway
22. A Little Bit Too Fast
23. Soul Train
24. The Pusher 2
25. Lighten Up The Sky
26. Rhapsody In E
27. Coldwater Canyon
28. Back In Time
29. The First Time
30. Stuttgart
31. Bramfeld
32. Unity Without Words (Part II)
33. Awakening
34. Crank It Up

### Limited Deluxe Box
Az öt lemez tartalma ugyanaz, mint az előző kiadásnál,azonban ezt a kiadványt díszdobozban adják ki. A doboz tartalma a 4-es CD (zongorára hangszerelt Scooter-számok) bakelitváltozatban, egy "Hands On Scooter" címre hallgató kazetta (a 2009-es albumról válogatott számokkal), és egy 112 oldalas könyv, képekkel, dalszövegekkel, és további információkkal. Ez a változat mindössze 2000 példányban kerül kiadásra. A kazetta A-oldalán Scooter-megamix található (megegyezik a hivatalos YouTube-on elérhető minimix-szel), a B-oldalon pedig az alábbi számok:
- Sido feat.Kitty Kat & Tony D.- Beweg Dein Arsch (3:29)
- Modeselektor feat.Otto Von Schirach – Hyper Hyper (5:16)
- Bloodhound Gang – Weekend (3:25)
- Jan Delay & Moonbootica – I'm Raving (4:54)
- K.I.Z. – Was kostet der fisch (4:37)
- Andreas Dorau – Aiii Shot The DJ (4:59)
- Alexander Marcus – Nessaja (5:14)
- Klostertaler – Friends (3:14)